# Dálnice 6 (Izrael)
Dálnice 6 (hebrejsky: כביש 6, Kviš Šeš, nebo Transizraelská dálnice, hebrejsky: כביש חוצה ישראל, Kviš Chocé Jisra'el, oficiálně Dálnice Jicchaka Rabina, hebrejsky: כביש יצחק רבין, Kviš Jicchak Rabin) je dálniční spojení v Izraeli, které v severojižním směru propojuje severní Negev, centrální Izrael (aglomeraci Guš Dan) a pobřežní planinu až téměř k Haifě.

## Úloha dálnice

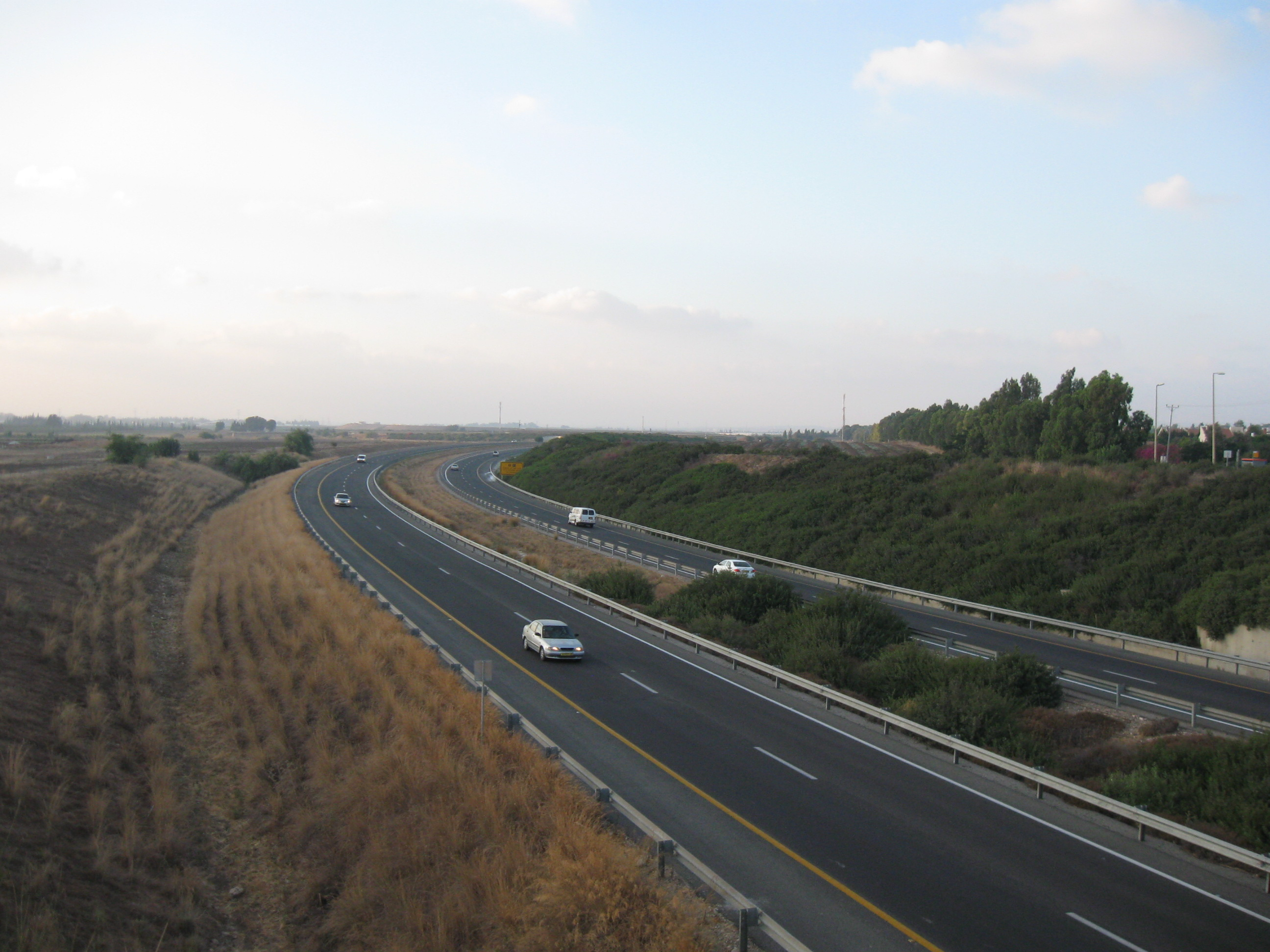
Dálnice číslo 6 poblíž města Bat Chefer

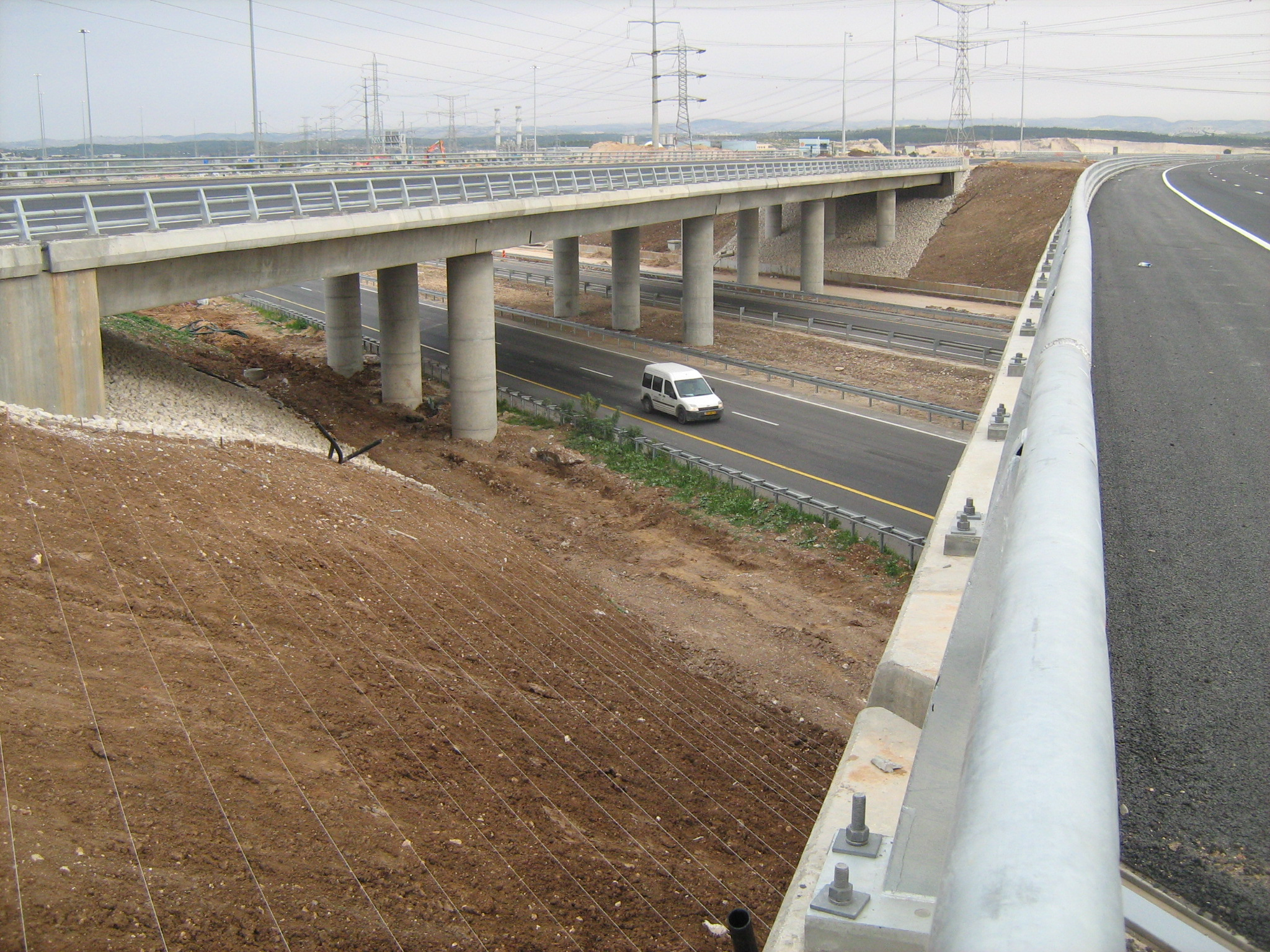
Dálnice číslo 6 a křížení Nešerim na 52. kilometru

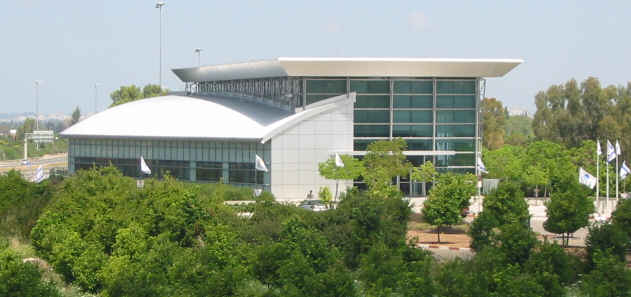
Budova ústředí správy dálnice číslo 6 poblíž města Roš ha-Ajin

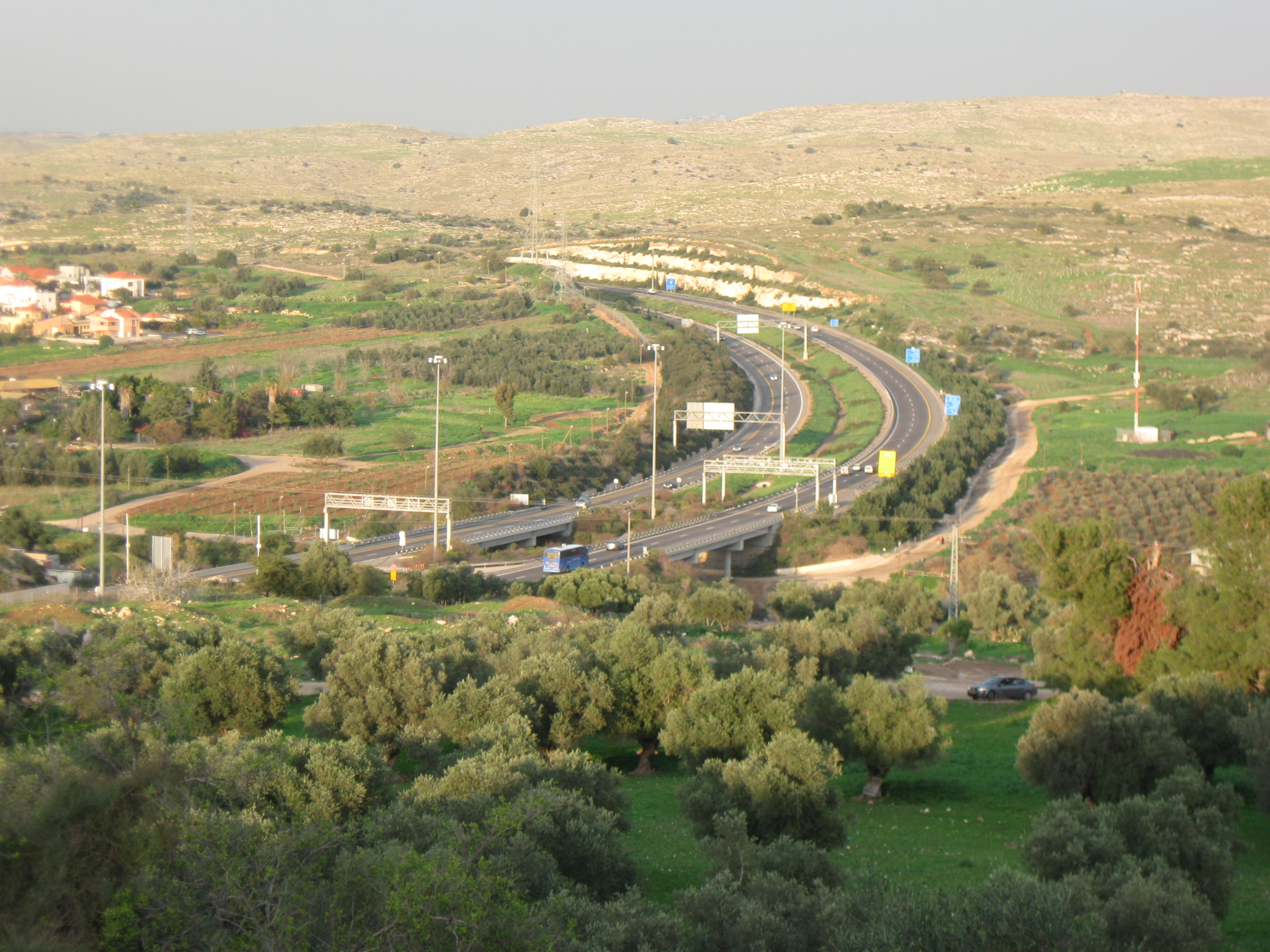
Dálnice číslo 6 poblíž obce Chadid na 61. kilometru

Její rolí bylo odvést tranzitní dopravu mimo pobřežní pás a poskytnout kapacitní severojižní spojení země. V roce 2001 už probíhala výstavba středního úseku dálnice o délce cca 90 kilometrů. Jeho dokončení se předpokládalo do roku 2004.
Výstavba dálnice vzbuzovala protesty ekologických iniciativ, které kritizovaly zábor zemědělských i přírodních pozemků a přesun dopravní zátěže do okrajových oblastí země.

## Postup výstavby
První úseky byly zprovozněny již v srpnu 2002 (úsek Nachšonim-Ejal) a v říjnu 2002 (Ben Šemen-Nachšonim). Další úseky následovaly v roce 2003. V lednu 2004 byla otevřena severní část mezi Nicanej Oz a Barkaj. V prosinci 2007 se dálnice prodloužila o jižní úsek poblíž Kirjat Gat a v červnu 2008 další jižní úsek. V červnu 2009 pak přibyl zatím poslední úsek na severním konci dálnice, poblíž Ejn Tut. Ten vede kopcovitým terénem na úpatí planiny Ramat Menaše. Výhledově má být dálnice prodloužena i do severní části státu a dosáhnout celkové délky 324 kilometrů.
V centrálním úseku vede dálnice na některých místech velmi blízko Zelené linie oddělující vlastní Izrael od Západního břehu Jordánu. U palestinských měst Tulkarm a Kalkílija vede přímo na dotyku s touto hranicí. Kvůli násilnostem, ke kterým u těchto měst docházelo během druhé intifády po roce 2000 je zde dálnice chráněna bezpečnostní bariérou, jež fyzicky oddělila palestinské oblasti Izraele. Dobudování dálnice vedlo i k demografickému rozvoji tohoto regionu nedaleko od hranic Západního břehu Jordánu. Od 90. let 20. století zde podél ní vzniklo několik nových měst v rámci programu Jišuvej ha-Kochavim.